# 木鼻

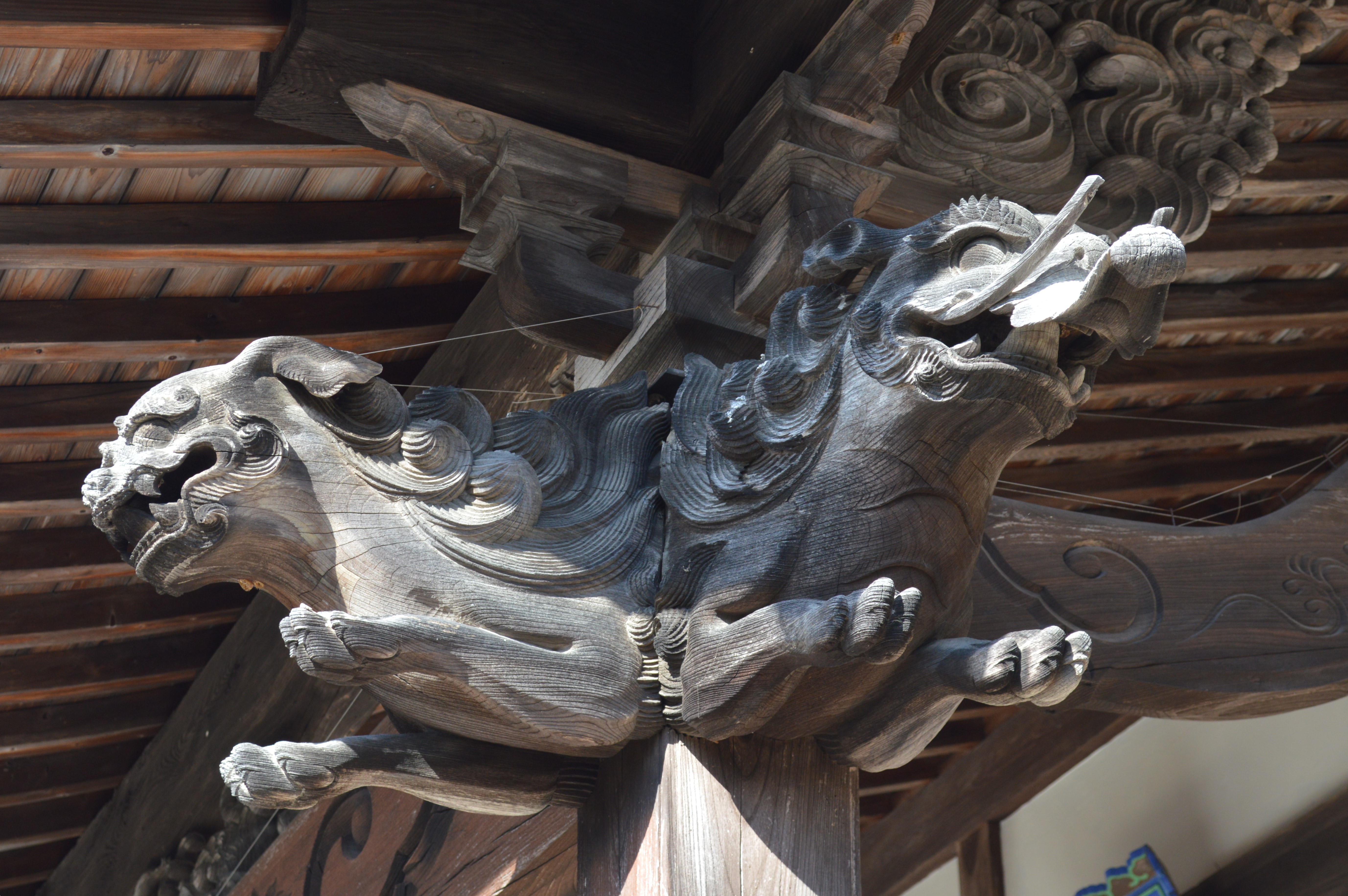
木鼻彫刻（東嶽山光専寺本堂）

木鼻（きばな、木鼻彫刻）は、社寺建築をはじめとする和風建築における部位。掛鼻（かけはな）とも呼ばれる。

## 概要
柱を貫通する頭貫（）・肘木（）・虹梁（）の柱から突き出た部分のことである。名称は「木の端」（木端）の漢字が転じて木鼻になったとされる。本来は頭貫・肘木・虹梁の柱から突き出る部分を直接掘っていたが、江戸時代以降には木鼻の装飾要素が高まり、独立した部品とすることが多い。装飾としての木鼻には龍、獅子、象、植物、雲などが彫られていることが多い。

## 歴史
鎌倉時代以降に中国大陸から持ち込まれた大仏様や禅宗様によって確立したとされる。中国や韓国にも木鼻に当たる部分は存在するが、装飾要素が高まりを見せたのは日本のみである。宮彫師の波の伊八や後藤義光などは木鼻も手掛けており、関東地方などでは両者の彫刻がみられる。